# Ainsworth O’Brien Moore
Ainsworth O’Brien Moore (* 7. Juni 1897 in Charleston, West Virginia; † 31. Dezember 1936 in New Haven, Connecticut) war ein US-amerikanischer Klassischer Philologe.

## Leben
Ainsworth O’Brien Moore, der Bruder der Bühnen- und Filmschauspielerin Erin O’Brien-Moore (1902–1979), besuchte die Harvard School in Los Angeles und studierte anschließend Klassische Philologie an der Princeton University, wo er 1916 den Bachelorgrad und 1918 den Mastergrad erlangte. 1922 wurde er zum Ph. D. promoviert und kurz darauf als Instructor in Latin an der Princeton University angestellt. 1923 wechselte er an die Brown University. Ab 1925 wirkte er als Assistant Professor an der Yale University. 1936 wurde er zum Associate Professor ernannt. Noch im selben Jahr starb er infolge eines Automobilunfalls.
Seine Forschungsarbeit umfasste verschiedene Bereiche der römischen Literatur und Kultur. Seinen Doktorvater David Magie unterstützte er bei der Edition und Herausgabe der Scriptores Historiae Augustae für die Loeb Classical Library. In seiner Dissertation untersuchte er die Darstellung und Auffassung des Wahnsinns in der Antike. Obwohl er sich dabei auf die hohe Literatur beschränkte und parodistische sowie medizinische Ansichten kaum einbezog, gelangte seine Untersuchung zu grundlegenden Ergebnissen, auf denen die spätere Forschung aufbaute. In Deutschland würdigte Otto Weinreich das Buch in einer kritischen Rezension. Im Auftrag von Wilhelm Kroll verfasste er zu Anfang der 1930er Jahre einen umfassenden Artikel über den römischen Senat sowie einen kürzeren über das Senatus consultum.
Ainsworth O’Brien Moore war seit 1923 Life Member der American Philological Association.

## Schriften (Auswahl)
- mit David Magie: Scriptores Historiae Augustae. Drei Bände, Cambridge/London 1921/1924/1932 (Loeb Classical Library)
- Madness in Ancient Literature. Weimar 1924 (Dissertation, Princeton University)
- Senatus. In: Paulys Realencyclopädie der classischen Altertumswissenschaft (RE). Supplementband VI, Stuttgart 1935, Sp. 660–800 (übersetzt von Ruth Keimer und Wilhelm Kroll).
- Senatus consultum. In: Paulys Realencyclopädie der classischen Altertumswissenschaft (RE). Supplementband VI, Stuttgart 1935, Sp. 800–812 (übersetzt von Ruth Keimer und Wilhelm Kroll).
- M. Tullius Cratippus, Priest of Rome. In: Yale Classical Studies. Band 8 (1942), S. 23–50